# Stichophthalma burmana
Stichophthalma burmana är en fjärilsart som beskrevs av Robert Christopher Tytler 1939. Stichophthalma burmana ingår i släktet Stichophthalma och familjen praktfjärilar. Inga underarter finns listade i Catalogue of Life.